# Rue Passemillon
La rue Passemillon est une voie bayonnaise (Pyrénées-Atlantiques), située dans le quartier du Grand Bayonne.

## Situation et accès
La rue Passemillon relie la Plachotte à la rue d'Espagne, en face de la rue Vieille-Boucherie, en croisant la rue Gosse et en longeant la place des Victoires dont elle est l'unique accès public.

## Origine du nom
L'origine du nom de cette rue est inconnue.

## Historique
La rue, souvent citée dans les vieux titres de Bayonne, y apparaît sous les noms Passemilon ou Passe-Melon, d'origine inconnue, ou de rue des Pitarrers (marchands de cidre). Sur le cadastre de 1831, elle apparaît sous le nom Passemilon.
L'histoire de la rue Passemillon correspond à celle des marchands de cidre, ponctuée par divers règlements.
Il existe également une rue Passemillon à La Bastide-Clairence, à une vingtaine de kilomètres de Bayonne.

## Bâtiments remarquables et lieux de mémoire
Des maisons de la rue sont adossées à l'ancien mur d'enceinte de la cité romaine.